# André Rolland de Renéville
Pour les articles homonymes, voir André Rolland et Rolland.
André Rolland de Renéville, né à Tours (Indre-et-Loire) le 8 juillet 1903 et mort à Paris 13e le 23 août 1962, est un poète et essayiste français.

## Biographie
Premières traces imprimées en 1926, sous forme de trois poèmes publiés dans l'anthologie des jeunes poètes  de J. L. L. d'Artrey (Ed. du Sphinx Paris 1926).
En décembre 1927, il rencontre les écrivains René Daumal et Roger Gilbert-Lecomte, cofondateurs de la revue Le Grand jeu et du groupe du même nom.
En avril 1929, paraît l'essai Rimbaud le voyant qui retient l'attention des surréalistes. À diverses reprises, Louis Aragon, André Breton et Paul Éluard tentent d'amener à eux ce passionné de métaphysique et d'ésotérisme. Daumal et Gilbert-Lecomte l'en dissuadent, persuadés qu'il ne peut s'agir que de manœuvres visant à dissoudre leur groupe.
En 1932, dans l'« Affaire Aragon », il prend position contre ce dernier, dans un article publié dans La Nouvelle Revue française, et démissionne du Grand jeu. Le groupe condamne son attitude, jugée « contre-révolutionnaire », au cours d'une assemblée générale en novembre 1932.
Poursuivant son entreprise, il collabore à la Nouvelle Revue Française de Drieu La Rochelle sous l'Occupation, correspond occasionnellement avec Antonin Artaud et Breton. Avec Jules Mouquet, il dirige en 1946 la première publication des œuvres complètes d'Arthur Rimbaud dans la collection de la Bibliothèque de la Pléiade. En 1947, il fonde la revue Les Cahiers d'Hermès publiée aux éditions du Vieux Colombier. 
Son œuvre reste à découvrir.

## Citations et Jugements
- Dans Méthodes de Francis Ponge, page 18 dans l'édition Folio essais, on trouve ceci : «(Ce n'est qu'une des rubriques :) "Partir des mots et aller vers les choses." (Rolland de Renéville) : eh bien, c'est faux.»

## Principales publications
- De l'adieu à l'oubli : poèmes ; illustrations par Edmond Rocher (Blois : Jardin de la France, 1923). - Collection Dilecta
- L'Expérience poétique, ou le Feu secret du langage, 1938, réédition Le Grand Souffle Éditions, 2004

Prix Paul-Flat de l’Académie française en 1938
- Les Ténèbres peintes, préface de Philippe Soupault (1926)
- Rimbaud le voyant, 1929, réédition Le Grand Souffle Éditions, 2004, nouvelle édition intégrale établie et annotée par Patrick Kremer
- Univers de la parole, 1944
- La Nuit, l'esprit, 1946
- Sciences maudites & poètes maudits, établissement de l'édition, préface et notes de Patrick Krémer, Le Bois d'Orion, 1997
- Souvenir de René Daumal, avec un frontispice de Cassilda Miracovici et trois dessins de André Rolland de Renéville, La Maison des amis des livres, 1997